# Los Masos
Los Masos (in catalano Els Masos, in spagnolo Los Masos) è un comune francese di 758 abitanti situato nel dipartimento dei Pirenei Orientali nella regione della Occitania.

## Società

### Evoluzione demografica
Abitanti censiti